# Lluïsa Saragossà i Rico
Lluïsa Saragossà o Luisa Zaragozá (Carlet, la Ribera Alta, 25 d'agost de 1647 - València, 2 de febrer de 1727) fou una dona valenciana, famosa per la seva religiositat i tinguda en el seu temps per una persona santa. Pel topònim de la seua vila de naixement, també se la coneix com a Lluïsa Saragossà de Carlet.
Era filla del matrimoni format per Francesc Miquel Bernat Saragossà Renart i Isabel Juan Rico Amat, que també tingueren tres fills mes (un dels quals, Bernat Josep Francesc, fou sacerdot i domer de la catedral de València), i una altra filla, Isabel, que va ser religiosa caputxina al monestir d'Alzira. Des de molt jove tingué freqüents visions sobrenaturals i fou admirada per la seua virtut i humilitat. Es casà el 14 d'agost de 1667 amb Josep Hernandorena, llaurador, també natural de Carlet, bé que d'origen basc, i tingueren quatre fills: Vicenta, Àngela, Martí, i Rosa, que morí de poca edat.
Hernandorena, en rebre una herència que li permetia de viure sense treballar, caigué en l'ociositat i es donà al joc, als balls, a les comèdies i a fer amics. Lluïsa va patir amb resignació aquesta mudança, i hagué de suportar la calúmnia d'un fals amic del seu marit, la viciosa sol·licitud del qual s'havia negat a complaure, i moltes altres dificultats semblants. Enviudà el 24 de juliol de 1684, després de disset anys de matrimoni, i visqué virtuosament en viduïtat durant quaranta-dos anys i mig, superant tota mena de temptacions, fent contínues penitències i dejunis i amb freqüents visions i èxtasis.
Prengué l'hàbit i professà l'orde de les carmelites terciàries en el convent de Carlet, on fou elegida priora. Cap a la fi de la seua vida es traslladà a València, i va morir a la casa que habitava al carrer de Saragossa, als setanta-nou anys, després d'una llarga malaltia, deixant molts testimonis de visió profètica i curacions prodigioses. La van sepultar a l'església de Sant Felip Neri, on va ser duta des de sa casa per Felip de Castellví, comte de Carlet, Guillem Pertusa i Brisuela, cavaller de l'orde de Montesa, Antoni Escrivà d'Íxer, de l'hàbit de Sant Joan de Jerusalem, i Josep Carròs i Cruïlles, marqués de Mira-sol i cavaller de Montesa.
La seua vida i virtuts han estat objecte d'obres hagiogràfiques de Josep Vicent Ortí i Mayor i Andreu Monsó Nogués. Malgrat la veneració popular que tingué després de morir, el culte anà caient en l'oblit i no arribà a ésser formalitzat per l'Església.